# Groupe Kabargin Oth
Le groupe Kabargin Oth est un ensemble de plusieurs volcans situé en Géorgie, dans le Caucase. Le groupe est composé d'une dizaine de cônes cylindriques et de dômes de lave et est situé près de la frontière avec la Russie, au sud-ouest du mont Kazbek, un autre volcan.